# Mata do Canário

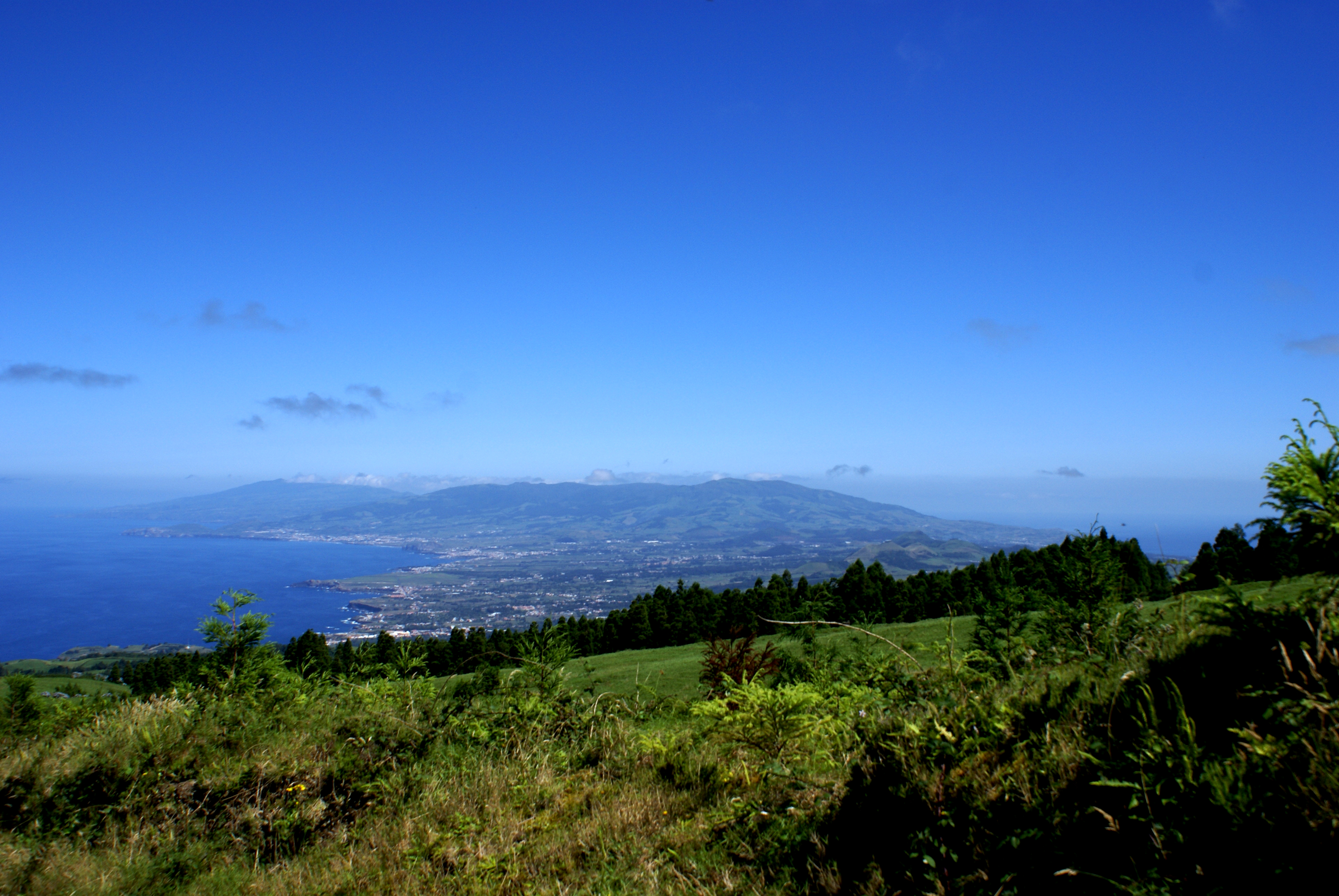
Mata do Canário, Paisagem.

Aqueduto, Mata do Canário.

A Mata do Canário é um parque natural português localizado em Santo António, à Serra Devassa, no concelho de Ponta Delgada, na ilha açoriana de São Miguel.
Este espaço florestal localizado a grande altitude no interior da ilha de São Miguel apresenta além de uma extraordinária riqueza botânica algumas das mais belas vistas da ilha.
Devido a essa riqueza botânica está inserido numa zona classificada como Paisagem protegida e é atravessa pelo Trilho Pedestre da Mata do Canário e Sete Cidades.
Devido à abundância em águas apresenta um dos poucos aquedutos do género romano existente nos Açores (o outro localiza-se na cidade de Angra do Heroísmo, na Ribeira dos Moinhos e foi mandado edificar por Álvaro Martins Homem). Cujas águas se destinam ao consumo humano.
Parte da cobertura arbórea desta floresta é feita com a conífera de origem japonesa, a criptoméria (Cryptomeria japonica), que aqui alcança dimensões dignas de nota.